# Кряш-Шуран
Кряш-Шуран — село в Муслюмовском районе Татарстана. Административный центр Кряш-Шуранского сельского поселения.

## География
Находится в восточной части Татарстана на расстоянии приблизительно 13 км на север по прямой от районного центра села Муслюмово.

## История
Известно с 1762 года. Относится у числу населенных пунктов с кряшенским населением.

## Население
Постоянных жителей было: в 1859 году — 106, в 1870—262, в 1884—239, в 1920—436, в 1926—516, в 1938—489, в 1949—344, в 1958—314, в 1970—273, в 1979—208, в 1989—155,145 в 2002 году (татары 90 %, фактически кряшены), 134 в 2010.